# Cyrus Frisch
Cyrus Frisch (Amsterdam, 22 september 1969) is een Nederlandse filmregisseur.
Zijn debuutfilm was Vergeef me (2001), waarin hij zelf en onder zijn eigen naam een regisseur speelt die ogenschijnlijk te veel van zijn acteurs vergt. Vergeef me (Engelse titel Forgive me) wordt beschouwd als een harde aanklacht tegen de uitwassen van reality-tv en docusoaps. Variety noemde de film: 'An irritating, revolting, yet oddly memorable roll in the grunge'.
In 2006 draaide Frisch Waarom heeft niemand mij verteld dat het zo erg zou worden in Afghanistan, opgenomen met een mobiele telefoon. In 2008 werd de film Blackwater Fever door distributeur Filmfreak in de Nederlandse bioscoop uitgebracht, met in de hoofdrollen Roeland Fernhout en Ellen ten Damme. Deze roadmovie lijkt te beginnen in het zuiden van Noord-Amerika, maar geleidelijk aan blijkt dat de hoofdrolspelers zich in een oorlog in de Hoorn van Afrika bevinden. De film is gedraaid in Namibië.
In 2009 verscheen Oogverblindend met Georgina Verbaan en Rutger Hauer; diens eerste hoofdrol in een Nederlandse speelfilm in 28 jaar. Frisch werkte tevens als theatermaker. Zo schreef en regisseerde hij het stuk Gharb met Cees Geel, dat zich geheel in complete duisternis afspeelt. In 1997 maakte hij samen met Marien Jongewaard de voorstelling Jezus/Liefhebber (1997), die door Hans Oranje in een griezelende recensie een vorm van reality-theater werd genoemd.

## Filmografie

### Films
- Oogverblindend - Dazzle (speelfilm, 2009)
- Blackwater Fever (speelfilm, 2008)
- Waarom heeft niemand mij verteld dat het zo erg zou worden in Afghanistan (speelfilm, 2007)
- Vergeef me - Forgive me (speelfilm, 2001)
- Zelfbeklag (experimentele film, 1993)

### Korte films
- Geen titel (korte docu, 1998)
- Ik zal je leven eren (korte docu, 1997)
- Live experimenteren (korte docu, 1995)
- Screentest (korte film, 1992)
- Welcome 2 (korte film, 1992)
- Welcome 1 (korte film, 1991)
- De kut van Maria (korte film, 1990)